# Fédération internationale de gymnastique
 (juillet 2023).
Si vous disposez d'ouvrages ou d'articles de référence ou si vous connaissez des sites web de qualité traitant du thème abordé ici, merci de compléter l'article en donnant les références utiles à sa vérifiabilité et en les liant à la section « Notes et références ».
Pour les articles homonymes, voir FIG et IFG.

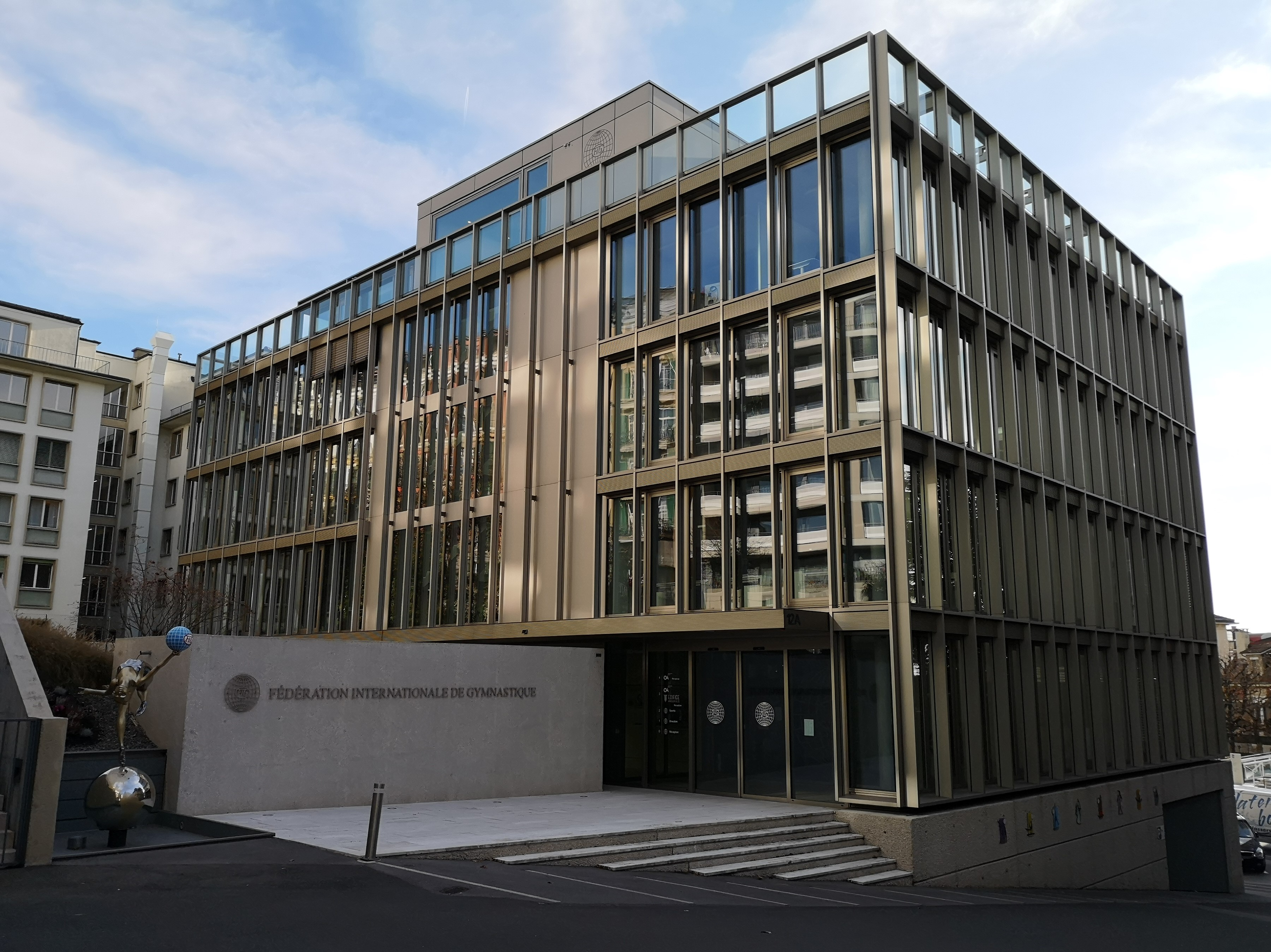
Siège de la FIG à Lausanne en Suisse

La Fédération internationale de gymnastique (FIG, ou IFG pour le sigle anglais de International Federation of Gymnastics) a été créée le 23 juillet 1881 à Liège en Belgique par Nicolaas Cupérus. Il s'agit de la plus ancienne fédération sportive internationale. D'abord appelée Bureau des fédérations européennes de gymnastique, elle prend son nom officiel actuel en 1922. La FIG siège à Lausanne depuis juillet 2008.
En 2017, la FIG occupe 31 collaborateurs.

## Historique
Sous l'impulsion des Français, des Belges et des Néerlandais, les trois membres fondateurs, est fondé le 23 juillet 1881 le Bureau des fédérations européennes de gymnastique, qui deviendra en 1922 la Fédération internationale de gymnastique.
Le siège de la FIG a plusieurs fois changé de lieu au cours de son histoire : après avoir siégé à Liège puis à Prague, la FIG s'est installé en Suisse après la Seconde Guerre mondiale, d'abord à Genève, avant d'ouvrir un secrétariat permanent à Lyss en 1973, puis de déménager à Moutier en 1991 et enfin à Lausanne à partir de juillet 2008. Elle devient alors la 36e institution sportive internationale à siéger auprès du Comité international olympique. Afin d'ouvrir les Jeux olympiques à ses disciplines, elle absorbe en 1996 la Fédération internationale de trampoline dont elle gère depuis les activités : trampoline, tumbling et acrosport.

## Structure
La fédération est reconnue par le Comité international olympique comme la principale autorité sur la gymnastique internationale. Sa structure est hiérarchique et non-autonome, c'est-à-dire que ses entités doivent travailler ensemble.

### Autorités et les représentants
La FIG est composée de fédérations nationales et continentales, qui sont reconnues comme des décideurs dans leur pays respectif. Une seule fédération par pays est reconnue et elle doit également l'être par les autorités nationales en matière d'éducation physique et de sport.
La FIG est régie par un congrès, un conseil, un comité exécutif et une commission présidentielle. Ces autorités sont directement sous le commandement du président. Il y a aussi sept comités techniques qui dirigent leur discipline respective, quant au secrétaire général, il est élu par le comité exécutif.
La structure de la Fédération est la suivante :
| Structure interne         | |
| Division                  | Fonction |
| Congrès                   | Responsable de la mise en œuvre des décisions et des lois. Il rend compte directement au Président. |
| Conseil                   | Responsable de l'application des statuts directement aux fédérations. Il rend compte directement au Congrès. |
| Comité exécutif           | Il développe les statuts juridiques qui régissent la structure administrative de la FIG. Cependant, il est l'interprète de toutes les lois qu'il élabore. Il est également responsable de la gestion financière et des affaires administratives de la Fédération.                                                                         |
| Président                 | Il est élu par le Congrès et représente la plus haute autorité de la Fédération. Il est le représentant légal de l'entité en tous lieux et circonstances. |
| Secrétaire Général        | Tous les documents officiels et les informations officielles sont valables que si elles sont distribuées par le secrétaire général. |
| Vice-président            | Il y a trois vice-présidents qui sont chargés d'aider le président et ils peuvent accueillir des fonctions spéciales. Dans l'ordre hiérarchique, ce sont les premiers dans la liste de remplacement si quelque chose empêche le président d'honorer ses engagements.                                                                      |
| Comités techniques        | Il est responsable de sa discipline par l'élaboration du tableau des éléments et du code de pointage. |
| Commission présidentielle | Elle traite les détails administratifs et la gestion des questions urgentes. Elle est la seule autorité habilitée à imposer des mesures disciplinaires en cas d'urgence sans consulter le Comité exécutif. |
| Commissions               | Elles sont les représentantes de la Fédération pour leur domaine attitré. Il y a la commission médicale, scientifique, des athlètes, d'autorisation à usage thérapeutique, des engins, des compétitions, de développement, des statuts, marketing, des académies et des camps d'entraînements, des médias et la commission disciplinaire. |
| Tribunal d'appel          | Il est élu par le Congrès et est responsable de l'écoute des membres de Fédération et de ses associés afin d'organiser les faits liés à des problèmes en utilisant le code de pointage comme base. |
| Tribunal d'arbitrage      | Il est responsable des règles régissant les arbitres et les juges. |

## Congrès FIG
| N° | Année | Ville hôte   | Fédération hôte | Nombre de fédérations participantes | Commentaire                          |
| -- | ----- | ------------ | --------------- | ----------------------------------- | ------------------------------------ |
| 1  | 1881  | LIEGE        | BEL             | 3                                   | Nicolas J. Cuperus (BEL), Président  |
| 2  | 1886  | ANVERS       | BEL             | 2                                   |                                      |
| 3  | 1887  | BRUXELLES    | BEL             | 2                                   |                                      |
| 4  | 1903  | ANVERS       | BEL             | 3                                   |                                      |
| 5  | 1906  | BERN         | SUI             | 6                                   |                                      |
| 6  | 1907  | PRAG         | TCH             |                                     |                                      |
| 7  | 1908  | PARIS        | FRA             |                                     |                                      |
| 8  | 1909  | LUXEMBURG    | LUX             |                                     |                                      |
| 9  | 1911  | TURIN        | ITA             |                                     |                                      |
| 10 | 1913  | PARIS        | FRA             |                                     |                                      |
| 11 | 1921  | BRUXELLES    | BEL             |                                     |                                      |
| 12 | 1923  | PARIS        | FRA             |                                     |                                      |
| 13 | 1924  | PARIS        | FRA             |                                     | Charles Cazalet (FRA) Président      |
| 14 | 1926  | LYON         | FRA             |                                     |                                      |
| 15 | 1928  | AMSTERDAM    | NED             |                                     |                                      |
| 16 | 1930  | LUXEMBURG    | LUX             |                                     |                                      |
| 17 | 1931  | PARIS        | FRA             |                                     |                                      |
| 18 | 1932  | PRAG         | TCH             |                                     | Two congresses same year !           |
| 19 | 1932  | LOS ANGELES  | USA             |                                     |                                      |
| 20 | 1933  | LAUSANNE     | SUI             |                                     | Comte Adam Zamoyski (POL), Président |
| 21 | 1934  | BUDAPEST     | HUN             |                                     |                                      |
| 22 | 1935  | BRUXELLES    | BEL             |                                     |                                      |
| 23 | 1936  | BERLIN       | GER             |                                     |                                      |
| 24 | 1938  | PRAG         | TCH             |                                     |                                      |
| 25 | 1946  | GENEVA       | SUI             | 19                                  | Goblet d’Alviella(BEL), Président    |
| 26 | 1947  | PARIS        | FRA             | 9                                   |                                      |
| 27 | 1948  | LONDON       | GBR             | 25                                  |                                      |
| 28 | 1949  | STOCKHOLM    | SWE             |                                     |                                      |
| 29 | 1950  | BASLE        | SUI             | 20                                  |                                      |
| 30 | 1951  | FIRENZE      | ITA             | 23                                  |                                      |
| 31 | 1952  | HELSINKI     | FIN             |                                     |                                      |
| 32 | 1953  | ROTTERDAM    | NED             | 23                                  |                                      |
| 33 | 1954  | ROM          | ITA             | 28                                  |                                      |
| 34 | 1955  | PARIS        | FRA             | 23                                  |                                      |
| 35 | 1956  | VIENNA       | AUT             | 23                                  | Charles Thoeni (SUI), Président      |
| 36 | 1957  | ZAGREB       | YUG             | 24                                  |                                      |
| 37 | 1958  | MOSCOW       | URS             | 25                                  |                                      |
| 38 | 1959  | COPENHAGEN   | DEN             | 24                                  |                                      |
| 39 | 1960  | ROM          | ITA             | 35                                  |                                      |
| 40 | 1961  | STUTTGART    | FRG             | 23                                  |                                      |
| 41 | 1962  | PRAG         | TCH             | 34                                  |                                      |
| 42 | 1963  | BELGRAD      | YUG             | 31                                  |                                      |
| 43 | 1964  | ZURICH       | SUI             | 36                                  |                                      |
| 44 | 1965  | VIENNA       | AUT             | 38                                  |                                      |
| 45 | 1966  | DORTMUND     | FRG             | 43                                  | Arthur Gander (SUI), Président       |
| 46 | 1967  | VARSOVIA     | POL             | 33                                  |                                      |
| 47 | 1968  | ROM          | ITA             | 37                                  |                                      |
| 48 | 1969  | BASLE        | SUI             | 35                                  |                                      |
| 49 | 1970  | LJUBLJANA    | YUG             | 34                                  |                                      |
| 50 | 1971  | MADRID       | ESP             | 41                                  |                                      |
| 51 | 1972  | MUNICH       | FRG             | 47                                  |                                      |
| 52 | 1973  | ROTTERDAM    | NED             | 39                                  |                                      |
| 53 | 1974  | MONTREUX     | SUI             | 51                                  | Extraordinary Congress               |
| 53 | 1975  | BERN         | SUI             | 46                                  | Same N° as in 1974 !                 |
| 54 | 1976  | MONTREAL     | CAN             | 52                                  | Yuri Titov (URS), Président          |
| 55 | 1977  | ROM          | ITA             | 44                                  |                                      |
| 56 | 1978  | STRASBOURG   | FRA             | 53                                  |                                      |
| 57 | 1979  | FORT WORTH   | USA             | 41                                  |                                      |
| 58 | 1980  | MOSCOW       | RUS             | 53                                  |                                      |
| 59 | 1981  | MOSCOW       | URS             | 48                                  |                                      |
| 60 | 1982  | ZURICH       | SUI             | 44                                  |                                      |
| 61 | 1983  | STRASBOURG   | FRA             | 53                                  |                                      |
| 62 | 1984  | LOS ANGELES  | USA             | 59                                  |                                      |
| 63 | 1985  | MONTREAL     | CAN             |                                     |                                      |
| 64 | 1986  | ROM          | ITA             | 46                                  |                                      |
| 65 | 1987  | HERNING      | DEN             | 46                                  |                                      |
| 66 | 1988  | SEOUL        | KOR             | 65                                  |                                      |
| 67 | 1990  | FRANKFURT    | GER             | 52                                  |                                      |
| 68 | 1992  | SALOU        | ESP             | 74                                  |                                      |
| 69 | 1994  | GENEVA       | SUI             | 53                                  |                                      |
| 70 | 1996  | ATLANTA      | USA             | 102                                 | Bruno Grandi (ITA), Président        |
| 71 | 1998  | VILAMOURA    | POR             | 84                                  |                                      |
| 72 | 1999  | TIANJIN      | CHN             | 69                                  | Congrès extraordinaire               |
| 73 | 2000  | MARRAKECH    | MAR             | 89                                  |                                      |
| 74 | 2002  | ATHENS       | GRE             | 61                                  |                                      |
| 75 | 2004  | ANTALYA      | TUR             | 97                                  |                                      |
| 76 | 2006  | GENEVA       | SUI             | 99                                  | Congrès du 125e anniversaire         |
| 77 | 2008  | HELSINKI     | FIN             | 90                                  |                                      |
| 78 | 2010  | VYSOKE TATRY | SVK             | 77                                  |                                      |
| 79 | 2012  | CANCUN       | MEX             | 106                                 |                                      |
| 80 | 2014  | TASHKENT     | UZB             | 70                                  |                                      |
| 81 | 2016  | TOKYO        | JPN             | 120                                 | Morinari Watanabe (JPN), President   |
| 82 | 2018  | BAKU         | AZE             |                                     |                                      |

### Organigramme

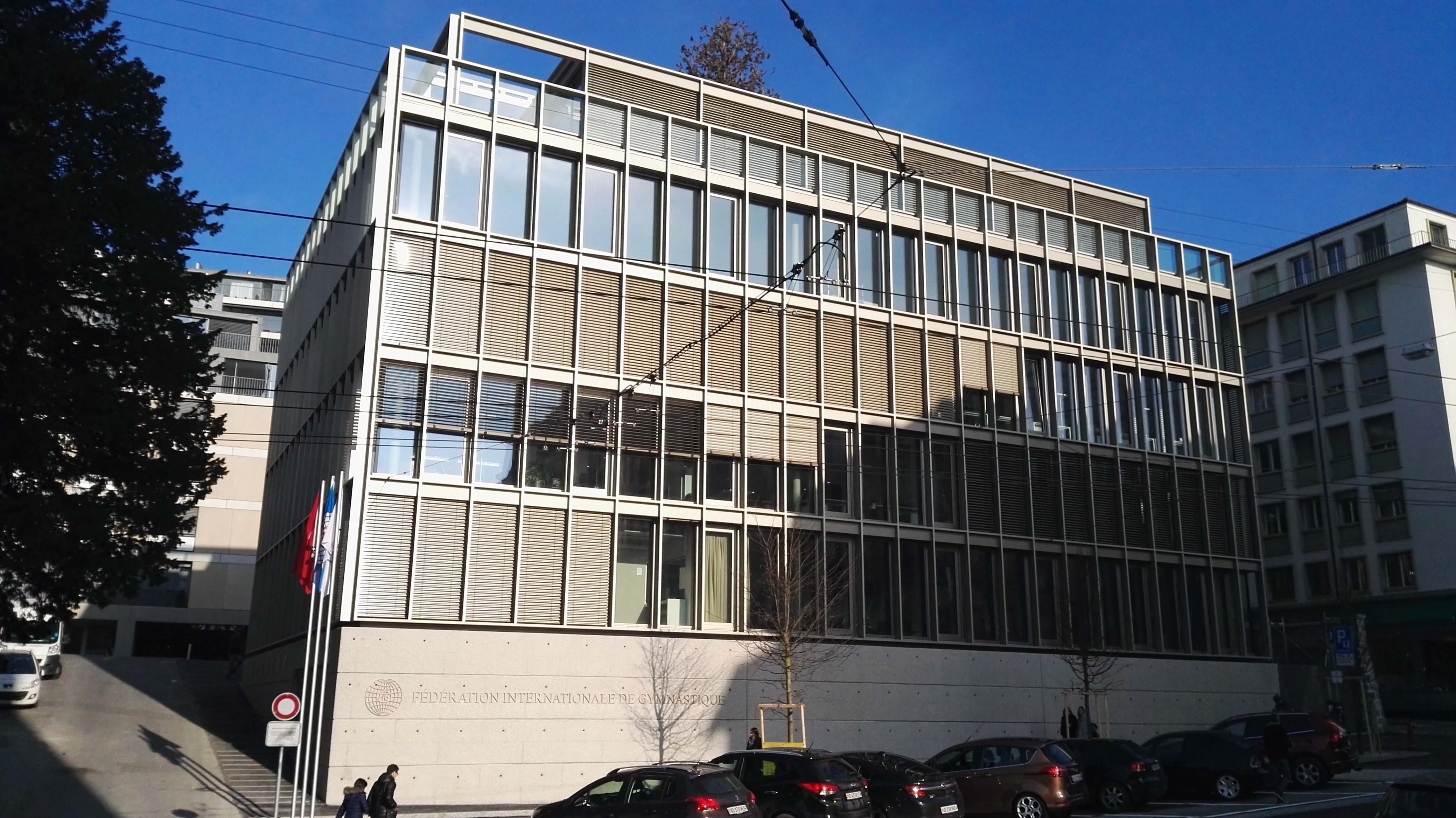
Le siège de la Fédération internationale de gymnastique, à Lausanne

Le Conseil de la FIG est composé de 44 membres, qui mettent à jour la réglementation tous les ans. Le Comité exécutif, réuni trois fois par an, comprend pour sa part 22 membres, parmi lesquels les présidents des unions continentales. Il existe en outre sept comités techniques (une pour chaque discipline : gymnastique artistique, gymnastique rythmique, etc.) et plusieurs commissions pour réfléchir et proposer sur tous sujets demandant des évolutions.

## Conseils FIG
| N° | Année | Ville hôte        | Union hôte | Décision principale                                                    |
| -- | ----- | ----------------- | ---------- | ---------------------------------------------------------------------- |
| 1  | 2001  | Lausanne SUI      | UEG        | L'âge limite en Gymnastique Rythmique est élevé à 16 ans (depuis 2005) |
| 2  | 2002  | Chiba JPN         | AGU        | 24 gymnastes en ART Comp II                                            |
| 3  | 2003  | San Juan PUR      | PAGU       | Nouveau format de compétition en Gymnastique Rythmique                 |
| 4  | 2004  | Windoeck NAM      | UAG        | Commission TUE                                                         |
| 5  | 2005  | Helsinki FIN      | UEG        | Serment des juges et des athlètes                                      |
| 6  | 2006  | Kuala Lumpur MAS  | AGU        | Les scores ne sont plus détaillés                                      |
| 7  | 2007  | Orlando USA       | PAGU       | Nouveau code de discipline                                             |
| 8  | 2008  | Le Cap RSA        | UAG        | Licences pour les gymnastes                                            |
| 9  | 2009  | Lillestrom NOR    | UEG        | Juges de référence                                                     |
| 10 | 2010  | Chiba JPN         | AGU        | Temps de vole au trampoline                                            |
| 11 | 2011  | San Jose USA      | PAGU       | Allocation des événements sur 6 ans                                    |
| 12 | 2012  | St Petersburg RUS | UAG        | Nouveaux règlements pour les ex æquo                                   |
| 13 | 2013  | Liverpool GBR     | UEG        | Principes du nouveau système qualificatif des JO                       |
| 14 | 2014  | Kuwait City KUW   | AGU        | Nouveaux quotas pour la gymnastique rythmique                          |
| 15 | 2015  | Melbourne AUS     | OCE        | Nouveaux quotas pour la gymnastique Artistique par équipes             |
| 16 | 2016  | Bangkok THA       | AGU        | Nouveau calendrier pour la qualification Olympique                     |
| 17 | 2017  | Baku AZE          | UEG        |                                                                        |

## Fédérations membres
Les membres de la FIG se composent de 130 fédérations nationales. 127 d'entre elles sont affiliées et 3 sont associées (Burkina Faso, Macao, Swaziland). Une fédération associée n'a pas de droit de vote et sa voix n'est que consultative.
Les fédérations membres sont réparties en quatre unions continentales :
- European Gymnastics (anciennement Union européenne de gymnastique) (UEG)
- Union asiatique de gymnastique (AGU)
- Union africaine de gymnastique (UAG)
- Union panaméricaine de gymnastique (PAGU)

| #   | Fédération                       | Fondation | Adhésion | Lien, commentaires                    |
| --- | -------------------------------- | --------- | -------- | ------------------------------------- |
| 1   | Afrique du Sud                   | 1930      | 1947     |                                       |
| 2   | Albanie                          | 1946      | 1979     |                                       |
| 3   | Algérie                          | 1963      | 1964     |                                       |
| 4   | Allemagne                        | 1934      | 1950     |                                       |
| 5   | Andorre                          | 1987      | 1988     |                                       |
| 6   | Arabie saoudite                  | 1978      | 1980     |                                       |
| 7   | Argentine                        | 1943      | 1948     |                                       |
| 8   | Arménie                          | 1947      | 1947     |                                       |
| 9   | Australie                        | 1950      | 1954     |                                       |
| 10  | Autriche                         | 1947      | 1947     |                                       |
| 11  | Azerbaïdjan                      | 1956      | 1993     |                                       |
| 12  | Bahamas                          | 2003      | 2005     |                                       |
| 13  | Bahreïn                          |           | prov     |                                       |
| 14  | Bangladesh                       | 1977      | 1977     |                                       |
| 15  | Barbade                          | 1993      | 1994     |                                       |
| 16  | Belgique                         | 1865      | 1881     |                                       |
| 17  | Bermudes                         | 1974      | 1994     |                                       |
| 18  | Biélorussie                      | 1992      | 1992     |                                       |
| 19  | Bolivie                          | 1974      | 1976     |                                       |
| 20  | Botswana                         | 2002      | 2005     |                                       |
| 21  | Brésil                           | 1914      | 1951     |                                       |
| 22  | Bulgarie                         | 1931      | 1931     |                                       |
| 23  | Burkina Faso                     | 2006      | 2010     | Associées                             |
| 24  | Cambodge                         |           | prov     |                                       |
| 25  | Canada                           | 1889      | 1899     |                                       |
| 26  | Cap-Vert                         | 1989      | 1990     |                                       |
| 27  | Chili                            | 1954      | 1961     |                                       |
| 28  | Chine                            | 1954      | 1978     |                                       |
| 29  | Chypre                           | 1972      | 1975     |                                       |
| 30  | Colombie                         | 1946      | 1948     |                                       |
| 31  | République démocratique du Congo | 1989      | 2010     |                                       |
| 32  | Corée du Nord                    | 1953      | 1957     |                                       |
| 33  | Corée du Sud                     | 1926      | 1959     |                                       |
| 34  | Costa Rica                       | 1979      | 1985     |                                       |
| 35  | Croatie                          | 1992      | 1992     |                                       |
| 36  | Cuba                             | 1937      | 1948     |                                       |
| 37  | Danemark                         | 1899      | 1926     |                                       |
| 38  | République dominicaine           | 1972      | 1973     |                                       |
| 39  | Égypte                           | 1910      | 1910     |                                       |
| 40  | Salvador                         | 1971      | 1976     |                                       |
| 41  | Équateur                         | 1925      | 1966     |                                       |
| 42  | Espagne                          | 1899      | 1933     |                                       |
| 43  | Estonie                          | 1992      | 1992     |                                       |
| 44  | Éthiopie                         | 1982      | 1994     |                                       |
| 45  | Finlande                         | 1896      | 1924     |                                       |
| 46  | France                           | 1873      | 1881     | Fédération française de gymnastique   |
| 47  | Géorgie                          | 1992      | 1992     |                                       |
| 48  | Royaume-Uni                      | 1888      | 1936     | Fédération britannique de gymnastique |
| 49  | Grèce                            | 1896      | 1965     |                                       |
| 50  | Guatemala                        | 1968      | 1970     |                                       |
| 51  | Honduras                         | 1988      | 1990     |                                       |
| 52  | Hong Kong                        | 1965      | 1966     |                                       |
| 53  | Hongrie                          | 1885      | 1898     |                                       |
| 54  | Inde                             | 1951      | 1952     |                                       |
| 55  | Indonésie                        | 1963      | 1967     |                                       |
| 56  | Irak                             | 1973      | 1975     |                                       |
| 57  | Iran                             | 1945      | 1947     |                                       |
| 58  | Irlande                          | 1964      | 1976     |                                       |
| 59  | Islande                          | 1968      | 1976     |                                       |
| 60  | Israël                           | 1931      | 1952     |                                       |
| 61  | Italie                           | 1869      | 1881     |                                       |
| 62  | Jamaïque                         | 2001      | 2002     |                                       |
| 63  | Japon                            | 1930      | 1951     |                                       |
| 64  | Jordanie                         | 1979      | 1981     |                                       |
| 65  | Kazakhstan                       | 1992      | 1992     |                                       |
| 66  | Kirghizistan                     | 1992      | 1992     |                                       |
| 67  | Koweït                           | 1961      | 1964     |                                       |
| 68  | Lettonie                         | 1992      | 1992     |                                       |
| 69  | Liban                            | 1962      | 1962     |                                       |
| 70  | Libye                            | 1966      | 1968     |                                       |
| 71  | Liechtenstein                    | 1936      | 1971     |                                       |
| 72  | Lituanie                         | 1992      | 1992     |                                       |
| 73  | Luxembourg                       | 1899      | 1900     |                                       |
| 74  | Macao                            | 1999      | 2002     | Associées                             |
| 75  | Macédoine                        | 1998      | 1999     |                                       |
| 76  | Malaisie                         | 1978      | 1980     |                                       |
| 77  | Malte                            | 1993      | 1999     |                                       |
| 78  | Maroc                            | 1956      | 1960     |                                       |
| 79  | Mexique                          | 1926      | 1946     |                                       |
| 80  | Moldavie                         | 1992      | 1993     |                                       |
| 81  | Monaco                           | 1989      | 1990     |                                       |
| 82  | Mongolie                         | 1961      | 1962     |                                       |
| 83  | Monténégro                       | 2007      | 2010     |                                       |
| 84  | Mozambique                       |           | 2010     |                                       |
| 85  | Birmanie                         | 1948      | 1969     |                                       |
| 86  | Namibie                          | 1967      | 1990     |                                       |
| 87  | Népal                            | 1980      | 1996     |                                       |
| 88  | Nigeria                          | 1974      | 1996     |                                       |
| 89  | Norvège                          | 1890      | 1935     |                                       |
| 90  | Nouvelle-Zélande                 | 1956      | 1962     |                                       |
| 91  | Ouzbékistan                      | 1992      | 1992     |                                       |
| 92  | Pakistan                         | 1957      | 1958     |                                       |
| 93  | Palestine                        | 1972      | 1984     |                                       |
| 94  | Panama                           | 1969      | 1970     |                                       |
| 95  | Paraguay                         | 1987      | 1992     |                                       |
| 96  | Pays-Bas                         | 1868      | 1881     |                                       |
| 97  | Pérou                            | 1956      | 1959     |                                       |
| 98  | Philippines                      | 1963      | 1964     |                                       |
| 99  | Pologne                          | 1867      | 1922     |                                       |
| 100 | Porto Rico                       | 1970      | 1976     |                                       |
| 101 | Portugal                         | 1950      | 1952     |                                       |
| 102 | Qatar                            | 2000      | 2002     |                                       |
| 103 | République tchèque               | 1962      | 1993     |                                       |
| 104 | Roumanie                         | 1906      | 1907     |                                       |
| 105 | Russie                           | 1992      | 1992     |                                       |
| 106 | Saint-Marin                      | 1968      | 1970     |                                       |
| 107 | Sénégal                          | 1988      | 1990     |                                       |
| 108 | Serbie                           | 1857      | 1907     |                                       |
| 109 | Seychelles                       | 1984      | 1992     |                                       |
| 110 | Singapour                        | 1963      | 1986     |                                       |
| 111 | Slovaquie                        | 1962      | 1993     |                                       |
| 112 | Slovénie                         | 1992      | 1992     |                                       |
| 113 | Sri Lanka                        | 1989      | 1990     |                                       |
| 114 | Suède                            | 1904      | 1935     |                                       |
| 115 | Suisse                           | 1832      | 1923     | Fédération suisse de gymnastique      |
| 116 | Eswatini                         | 2005      | 2010     | Associées                             |
| 117 | Syrie                            | 1956      | 1956     |                                       |
| 118 | Tadjikistan                      | 1993      | 2010     |                                       |
| 119 | Taïwan                           | 1951      | 1964     |                                       |
| 120 | Thaïlande                        | 1968      | 1972     |                                       |
| 121 | Trinité-et-Tobago                | 1977      | 1995     |                                       |
| 122 | Tunisie                          | 1956      | 1959     | Fédération tunisienne de gymnastique  |
| 123 | Turquie                          | 1923      | 1961     |                                       |
| 124 | Ukraine                          | 1992      | 1992     |                                       |
| 125 | Uruguay                          | 1938      | 1984     |                                       |
| 126 | États-Unis                       | 1963      | 1921     |                                       |
| 127 | Venezuela                        | 1951      | 1958     |                                       |
| 128 | Viêt Nam                         | 1976      | 1978     |                                       |
| 129 | Yémen                            | 1978      | 1983     |                                       |
| 130 | Zimbabwe                         | 1982      | 1984     |                                       |

## Présidents

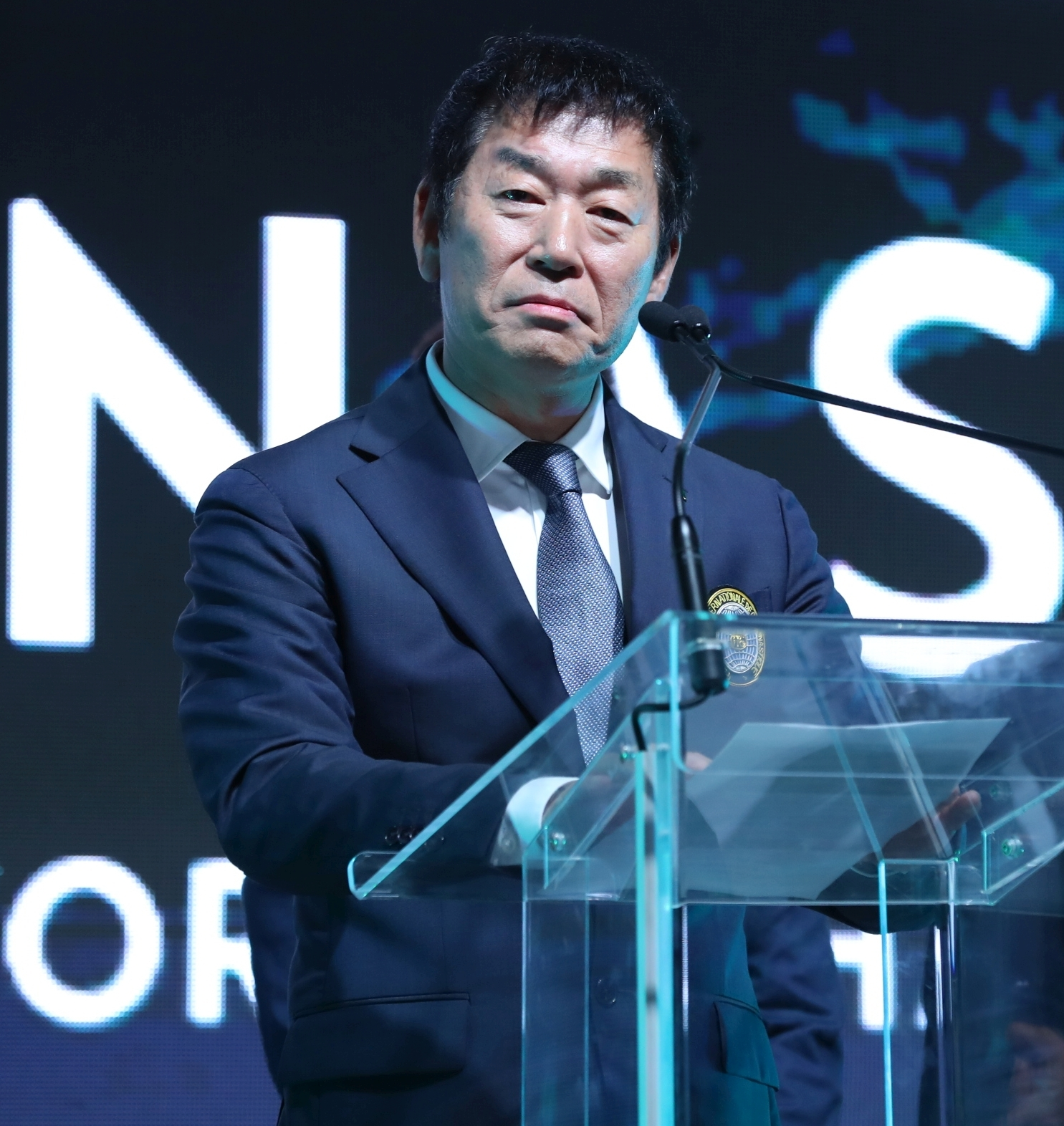
Morinari Watanabe en 2019

| N° | Période     | Nom                     | Nationalité             |
| -- | ----------- | ----------------------- | ----------------------- |
| 1  | 1881-1924   | Nicolaas Cupérus        | Belgique                |
| 2  | 1924-1933   | Charles Cazalet         | France                  |
| 3  | 1933-1946   | Adam Zamoyski           | Pologne                 |
| 4  | 1946-1956   | Félix Goblet d'Alviella | Belgique                |
| 5  | 1956-1966   | Charles Thoeni          | Suisse                  |
| 6  | 1966-1976   | Arthur Gander           | Suisse                  |
| 7  | 1976-1996   | Yuri Titov              | Union soviétique Russie |
| 8  | 1996-2016   | Bruno Grandi            | Italie                  |
| 9  | Depuis 2016 | Morinari Watanabe (en)  | Japon                   |